# Germans Grimm
Els germans Grimm foren Jacob Ludwig Karl Grimm (1785-1863) i Wilhelm Karl Grimm (1786-1859), dos germans nascuts a Hanau (Hessen-Kassel), catedràtics en l'especialitat de filologia germànica. Van realitzar extenses investigacions sobre l'alemany d'aquella època i també sobre el folklore de les diferents regions germàniques.
Els germans Grimm no són autors o inventors dels contes Hänsel i Gretel, Els músics de Bremen, El llop i les set cabretes, La caputxeta vermella, El sastre valent, La Bella dorment del bosc, La Ventafocs, La Blancaneu i els set nans, L'ocell d'or, entre d'altres; sinó que són històries que van recollir de les veus del poble o de manuscrits de les biblioteques on ells van treballar. El seu mèrit va ser saber donar a les narracions la senzillesa i saviesa natural de la tradició narrativa oral.

## Biografia

### Primers anys

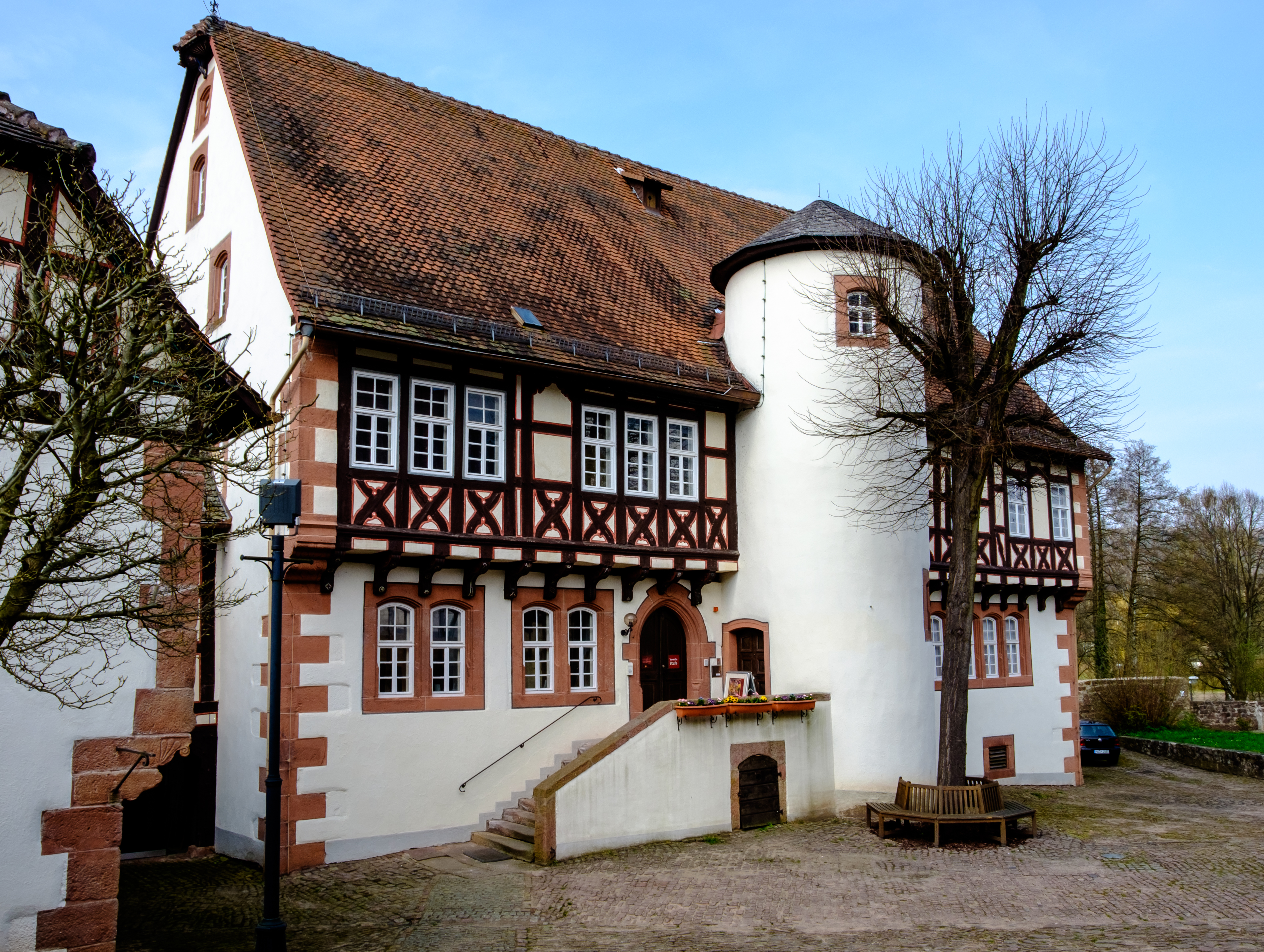
Jacob i Wilhelm Grimm van viure a aquesta casa a Steinau des de 1791 fins 1796

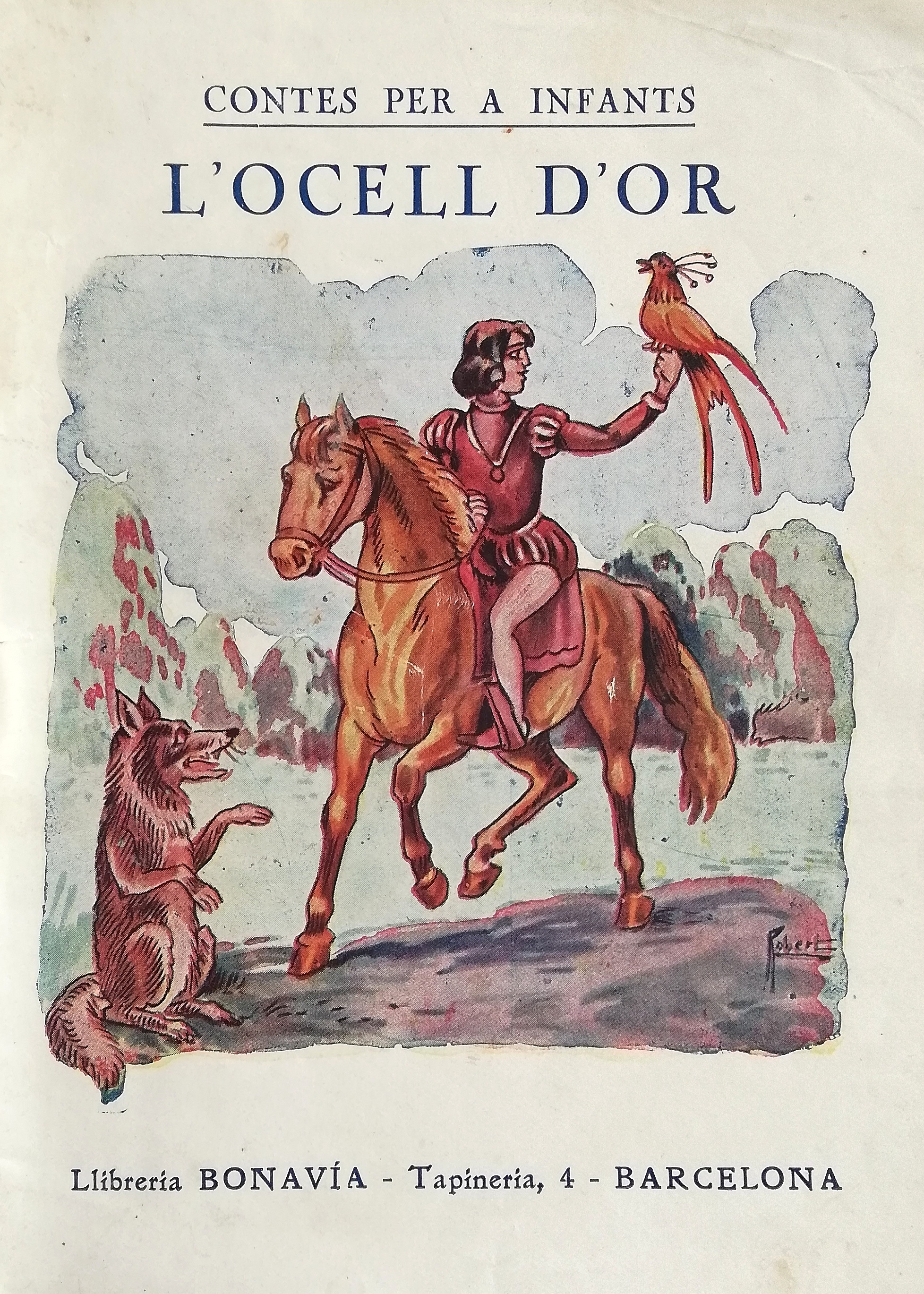
L'Ocell d'Or (Der goldene Vogel) conte dels Germans Grimm, traducció catalana publicada cap a l'any 1933 a Barcelona. Amb il·lustracions de Josep Robert i Picarin

Jacob Grimm (1785 - 1863) i el seu germà, un any més jove que ell, Wilhelm (1786 - 1859) van néixer a Hanau, Hessen-Kassel, llavors un dels estats membre del Sacre Imperi. Eren els germans grans d'una família nombrosa que comptava amb cinc fills i una filla. El pare, Philipp Wilhelm, de minsos recursos econòmics, fou contable a Hanau i més tard s'estigué a Steinau, on el pare i padrí del qual havien estat sacerdots de l'església reformada calvinista. La mort del pare el 1796 portà dificultats socials a la família. Després d'assistir als ensenyaments secundaris, tots dos germans seguiren els passos paterns i estudiaren dret a la Universitat de Marburg (1802–06) amb la intenció d'entrar als serveis civils. A Marburg an der Lahn foren influenciats per Clemens Brentano, qui despertà en ambdós l'amor per la poesia tradicional, i Friedrich Karl von Savigny, cofundador de l'escola històrica de jurisprudència, qui els ensenyà un mètode d'investigació històrica que fou la base real de tota la seva investigació posterior. Als 20 anys, Jacob treballava com a bibliotecari i Wilhelm com a secretari de la biblioteca. Abans d'arribar als 30 anys, havien aconseguit de sobreviure gràcies a les seves publicacions. Van ser professors universitaris a Kassel (1829 i 1839 respectivament). Essent professors de la Universitat de Gotinga, els van acomiadar el 1837 per protestar contra el rei Ernest August I de Hannover. L'any següent van ser invitats per Frederic Guillem IV de Prússia a Berlín on van exercir com a professors en la Universitat Humboldt de la mateixa ciutat. Després de les Revolucions de 1848 Jacob va ser membre del Parlament de Frankfurt.

### Kassel
També altres persones influïren fortament els Grimm, particularment el filòsof Johann Gottfried Herder (1744–1803), amb les seves idees sobre la poesia tradicional. Essencialment romangueren individuals, i van desenvolupar el seu treball d'acord amb els seus propis principis. El 1805 Jacob acompanyà Savigny a París per fer recerca de manuscrits legals de l'edat mitjana. L'any següent esdevingué secretari a l'oficina de guerra de Kassel. La mort de la mare el 1808 deixà un Jacob de 23 anys amb la responsabilitat de quatre germans i una germana. Després que els francesos entraren el 1806, Jacob es feu bibliotecari del rei Jérôme de Westfàlia el 1808 i un any més tard auditor del Consell d'Estat, però retornà al servei de Hesse el 1813 després de la derrota de Napoleó. Anà dos cops a París (1814–15) per recuperar llibres i pintures valuoses robades pels francesos a Hesse i Prússia. També prengué part en el congrés de Viena (setembre 1814 – juny 1815). Entre 1812 i 1815 publiquen en dos volums Kinder- und Hausmärchen (Contes d'infants i de la llar, disponible en català en la versió de Carles Riba, 1919-1921), gran part de les històries dels quals foren obtingudes d'una dona anomenada Pastora. Les primeres col·leccions de contes publicats el 1812 es van vendre modestament a Alemanya, al principi només uns centenars d'exemplars a l'any. Les primeres edicions no estaven dirigides a un públic infantil, en un principi els germans Grimm van refusar d'utilitzar il·lustracions en els seus llibres i preferien les notes erudites al peu de pàgina, que ocupaven gairebé tant d'espai com els mateixos contes.
En els seus inicis mai es van considerar escriptors per a nens, sinó folkloristes patriòtics. L'Alemanya de l'època dels germans Grimm havia estat ocupada pels exèrcits de Napoleó, i el nou governant pretenia suprimir la cultura local del vell règim de feus i principats de l'Alemanya de principi del segle xix.
A causa de la seva salut, Wilhelm estigué sense ocupació regular fins a 1814, any en què aconseguí el lloc de secretari a la biblioteca Elector a Kassel. El 1816 Jacob el seguí com a bibliotecari.
El Kinder-und Hausmärchen fou seguit per una col·lecció de llegendes històriques i locals d'Alemanya, Deutsche Sagen "Llegendes populars alemanyes" (1816–18), el qual mai obtingué un ampli reconeixements popular, tot i que influí tant la literatura com l'estudi de la narrativa tradicional. Els seus treballs de recuperació filològica inicien el seu estudi sobre la lingüística i la cultura alemanyes.
Mentre col·laboraren en aquests temes, Jacob començà l'estudi de la filologia amb un extens treball de gramàtica: Deutsche Grammatik, del qual es publicaren quatre edicions entre 1819 i 1937. La paraula "deutsch" en el títol no significa estrictament alemanya, sinó que es refereix més aviat al significat etimològic de comú, essent així emprat per referir-se a tots els llenguatges germànics, el desenvolupament històric dels quals és traçat per primera vegada.
Jacob aplicà el mètode històric i el treball fou cabdal per al naixement del mètode comparatiu en la investigació lingüística i formulà la llei que porta el seu nom, sobre el principi de regularitat de la transformació de consonants indoeuropees en les llengües germàniques, un principi prèviament observat pel danès Rasmus Rask. El treball de Jacob sobre gramàtica exercí una enorme influència sobre l'estudi lingüístic contemporani germànic, romanç i eslau i és encara avui valuós i usat. El 1824 Jacob traduí una gramàtica sèrbia del seu amic Vuk Stefanović Karadžić, dins de la qual escrigué una erudita introducció sobre els llenguatges i la literatura eslava.
Després, el 1826, els germans publicaren una traducció de les "Llegendes de fades i tradicions del sud d'Irlanda" fent un prefaci a l'edició amb una llarga introducció sobre el seu propi saber sobre les fades. Al mateix temps, posaren la seva atenció als documents escrits de la literatura primerenca, fent sorgir noves edicions de textos antics, tant germànics com d'altres llenguatges.
Jacob escriu Deutsche Rechtsaltertümer ('Antiguitats del dret germànic', 1828), un estudi de les pràctiques legislatives antigues i creences que ampliava les seves investigacions de la cultura tradicional germànica i proveïa fonts materials sistemàtiques excloent-ne les fonts actuals. El treball estimulà altres publicacions a França, els Països Baixos, Rússia i els territoris eslaus del sud i no ha estat encara superat.
Wilhelm escriví Die deutsche Heldensage ('Llegenda heroica alemanya', 1829) una col·lecció de temes i noms de les llegendes heroiques mencionades en la literatura i l'art d'ençà del segle vi fins al segle xv, juntament amb assajos sobre l'art de l'epopeia.
En aquell temps els germans havien abandonat definitivament els pensaments d'una carrera legal en favor de la recerca literària. En els anys següents visqueren frugalment i treballaren amb constància, posant els fonaments dels seus interessos vitals.
El seu pensament estava arrelat en els canvis polítics i socials de la seva època i en el repte a què aquests canvis donaven suport. No tenien res en comú amb el romanticisme gòtic dels segles xviii i xix, llavors tan de moda. El seu estat mental els feu més realistes que els romàntics. Investigaren el passat i veieren en l'antiguitat la fundació de totes les institucions socials dels seus dies. Però això no vol dir que volguessin tornar al passat.
Des del principi, els Grimm volien incloure material de més enllà de les seves pròpies fronteres, de les tradicions literàries d'Escandinàvia, Espanya, els Països Baixos, Irlanda, Escòcia, Anglaterra, Sèrbia i Finlàndia.

### Els anys a Göttingen

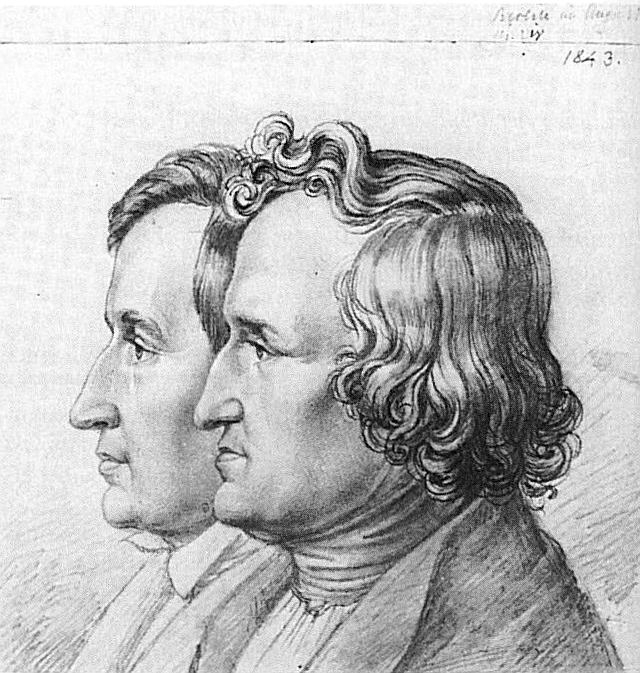
Wilhelm i Jacob Grimm, per Ludwig Emil Grimm, 1843

La tranquil·la felicitat a Kassel acabà el 1829, quan foren rebutjats per l'elector de Hessen-Kassel. Conseqüentment, es desplaçaren a la propera Universitat de Göttingen, on foren nomenats bibliotecaris i professors catedràtics en l'especialitat de filologia alemanya. Van realitzar extenses investigacions sobre l'alemany d'aquella època i també sobre el folklore de les diferents regions del país.
Jacob publica Deutsche Mythologie ('Mitologia alemanya', 1835), on traçà la fe i les supersticions precristianes de la població germana des de la poesia, els contes de fades i els elements folklòrics, contrastant les seves creences amb les de la mitologia clàssica i cristiana. L'obra tingué molts successors a tot Europa, però sovint els deixebles no foren tan curosos en les seves sentències com Jacob ho havia estat. Wilhelm publicà la seva magnífica edició dels Freidank's epigrams.
Però un altre cop el seu destí es complicà. Quan Ernest August, duc de Cumberland, fou nomenat rei de Hannover, rebutjà la constitució de 1833, que considerava massa liberal. Dues setmanes després de les declaracions del rei, els Grimm, juntament amb altres cinc professors (els set de Göttingen), enviaren una protesta al rei, explicant que ells se sentien lligats pel jurament a l'antiga constitució. Els van acomiadar el 1837 i a tres d'ells, incloent Jacob, se'ls ordenà abandonar el regne.
Durant els tres anys d'exili a Kassel, institucions alemanyes i de més enllà (Hamburg, Marburg, Rostock, Weimar, Bèlgica, França, els Països Baixos i Suïssa) intentaren obtenir els serveis dels germans.

### El període de Berlín
El 1840 acceptaren una invitació del rei de Prússia, Frederic Guillem IV, per anar a Berlín on passaren a ser membres de la Reial Acadèmia de les Ciències, i professors de la Universitat Humboldt a Berlín. Allà començaren, el 1852, el que fou el seu projecte més ambiciós: el Deutsches Wörterbuch, un gran diccionari en 22 volums amb etimologies i exemples d'ús del lèxic alemany, que no s'acabà fins al 1960. Pretenia ser una guia per als usuaris, de la paraula parlada i escrita, com també un referent per al treball escolar. Hi tenien entrada totes les paraules presents a la literatura de les tres centúries precedents, de Luter a Goethe, es mostraven amb les seves variants històriques, la seva etimologia i el seu desenvolupament semàntic. A més, el seu ús s'il·lustrava mitjançant expressions i proverbis. Després de les Revolucions de 1848 Jacob va ser membre del Parlament de Frankfurt. La col·lecció de contes va ser ampliada el 1857 i es coneix popularment com Contes de fades dels germans Grimm. Jacob i Wihlem moren a Berlín el 20 de setembre de 1863 i el 16 de desembre de 1859 respectivament.

## Contes per a la infància i la llar (1812 i 1815)
D'una dona anomenada Pastora van obtindre gran part de les històries recollides en el seu llibre Kinder- und Hausmärchen ("Contes per la infància i la llar"), dos volums publicats el 1812 i 1815. La col·lecció va ser ampliada el 1857 i es coneix popularment com Contes de fades dels germans Grimm. La seva extraordinària difusió ha contribuït decisivament a divulgar contes com "La Blancaneu i els set nans", "La Ventafocs", "Hänsel i Gretel" o "En Joan sense por". Un aspecte controvertit d'aquest èxit és que en molts llocs la versió escrita ha desplaçat quasi completament a les que seguien vives en la tradició oral local. També són àmpliament reconeguts per la seva monumental obra Deutsches Wörtebuch, un gran diccionari en 22 volums amb etimologies i exemples d'ús del lèxic alemany, que no fou acabat fins al 1960.
Les primeres col·leccions de contes publicats el 1812 es van vendre modestament a Alemanya, al principi només uns centenars d'exemplars a l'any. Les primeres edicions no estaven dirigides a un públic infantil, en un principi els germans Grimm van refusar d'utilitzar il·lustracions en els seus llibres i preferien les notes erudites al peu de pàgina, que ocupaven gairebé tant d'espai com els mateixos contes. En els seus inicis mai es van considerar escriptors per nens, sinó folkloristes patriòtics. L'Alemanya de l'època dels germans Grimm havia estat ocupada pels exèrcits de Napoleó, i el nou governant pretenia suprimir la cultura local del vell règim de feus i principats de l'Alemanya dels principis del segle xx.
Per a la recopilació d'històries, van fer una crida oberta a tothom que hi volgués contribuir, fent èmfasi en les històries que presumptament formaven part de la tradició oral alemanya. Van comptar amb diferents col·laboradors, la majoria gent cultivada, amb interessos artístics o literaris: Anette von Droste-Hülshoff, Philipp Otto Ruge, Marie Hassenpflug, Amalie Hassenpflug, Jeanette Hassenpflug i Dorothea Viehmann. Els 210 contes de la col·lecció dels germans Grimm han estat recollits de narracions orals i formen una antologia de contes de fades, faules, farses rústiques i al·legories religioses. Contrastats amb la fantasia extravagant dels contes de fades poètics de l'escola romàntica, les històries de la seva col·lecció (recollits en gran part de fonts orals, tot i que alguns foren extrets de fonts escrites) estaven dirigides a comunicar el sentiment, la imaginació i les creences de la gent a través dels segles o reproduir les paraules i maneres dels contacontes. En aquest sentit, van concebre les històries com una obra acadèmica que els havia de proporcionar prestigi com a recopiladors de la tradició oral.
El gran mèrit de Wilhelm Grimm és que donava als contes de fades una forma llegible sense canviar el seu caràcter folklòric. Els resultat fou triple: la col·lecció gaudí d'una distribució oberta a alemanya i finalment arreu del món; es convertí i segueix essent un model per al recull de contes tradicionals per tot arreu; i les notes dels Grimm per als contes, a juntament amb altres investigacions, formaren la base per a la ciència de la narrativa tradicional i fins i tot del folklore. D'ençà d'aquells dies els contes resten com la col·lecció científica de contes tradicionals més primerenca. Un aspecte controvertit d'aquest èxit és que en molts llocs la versió escrita ha desplaçat quasi completament a les que seguien vives en la tradició oral local, però per altra banda es podria dir que han fet que pervisquin els contes en llocs on ja no hi serien presents.
Actualment, la col·lecció ha estat traduïda a més de 160 idiomes. Els contes i els personatges avui en dia són usats en el teatre, l'òpera, les historietes, el cine, la pintura, la publicitat i la moda. A més, bona part de les formes literàries que avui en dia marquen l'inici i el final dels contes alemanys van ser establertes en aquest recull.

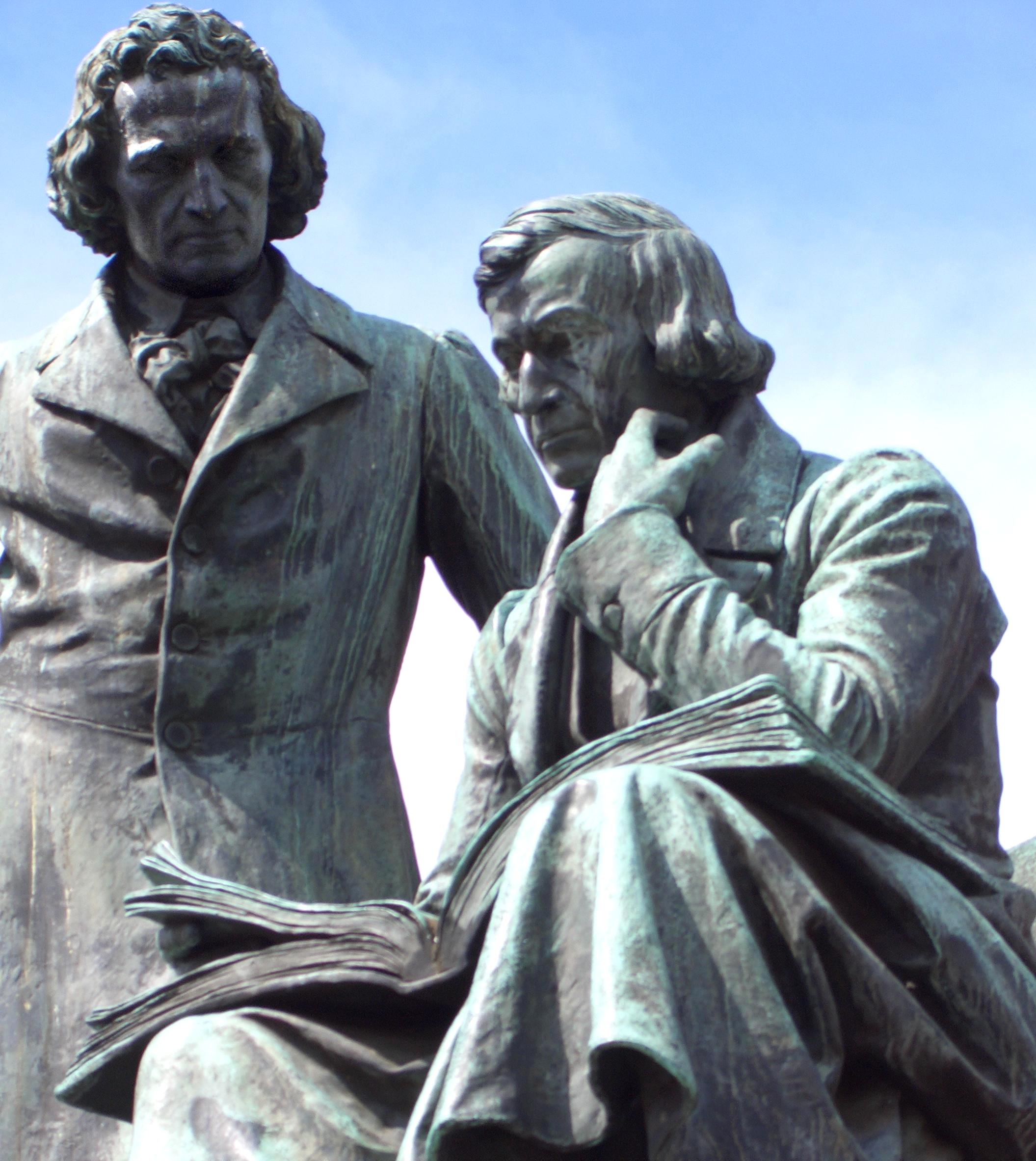
Estàtua dels germans Grimm a Hanau.

## Controvèrsia
A mitjans del segle xix, als Estats Units la col·lecció de contes eren condemnats per mestres, pares de famílies i figures religioses per culpa del seu contingut cru i incivilitzat, ja que representaven la cultura medieval amb tots els seus perjudicis, cruesa i atrocitats. Els adults ofesos s'oposaven als càstigs imposats als delinqüents. Un exemple es pot veure en la versió original de la Blancaneu, a la malvada madrastra de la Blancaneu, la Reina i bruixa malvada, se l'obliga a ballar amb unes sabates de ferro roent fins a caure morta. Els primers llibres foren il·lustrats per editors anglesos. Una vegada que els germans Grimm van descobrir el seu nou públic infantil es van dedicar a moderar i suavitzar els seus contes.
Avui en dia els contes disten molt dels originals publicats a principis del segle xix, han patit moltes adaptacions, traduccions i canvis destinats a suprimir-ne les parts censurables.

## Els germans Grimm i el cinema
Els contes dels germans Grimm han estat molt populars des dels seus orígens. Durant el segle xx, la seva fama ha crescut gràcies a la generalització de la lectura infantil. El cinema d'animació ha aprofitat aquest fet per portar a la pantalla gran algunes pel·lícules animades que parteixen dels contes dels germans Grimm. Així, Walt Disney va produir el 1937 la pel·lícula La Blancaneu i els set nans i el 1950 La Ventafocs, si bé aquesta pel·lícula es basa també en la versió del conte que va escriure el francès Charles Perrault (1628-1703).
Els propis germans Grimm han esdevingut els protagonistes de diferents pel·lícules de ficció: El meravellós món dels germans Grimm (1962), dirigida per G. Pal - H. Levin, produïda per Metro Goldwin Meyer i guardonada amb òscar de l'Acadèmia i el film de Terry Gilliam, El secret dels germans Grimm (The Brothers Grimm) (2005).

## Les obres més populars
- Tres contes dels Germans Grimm en una traducció catalana publicada a Barcelona l'any 1933Hänsel i Gretel (Hänsel und Gretel)

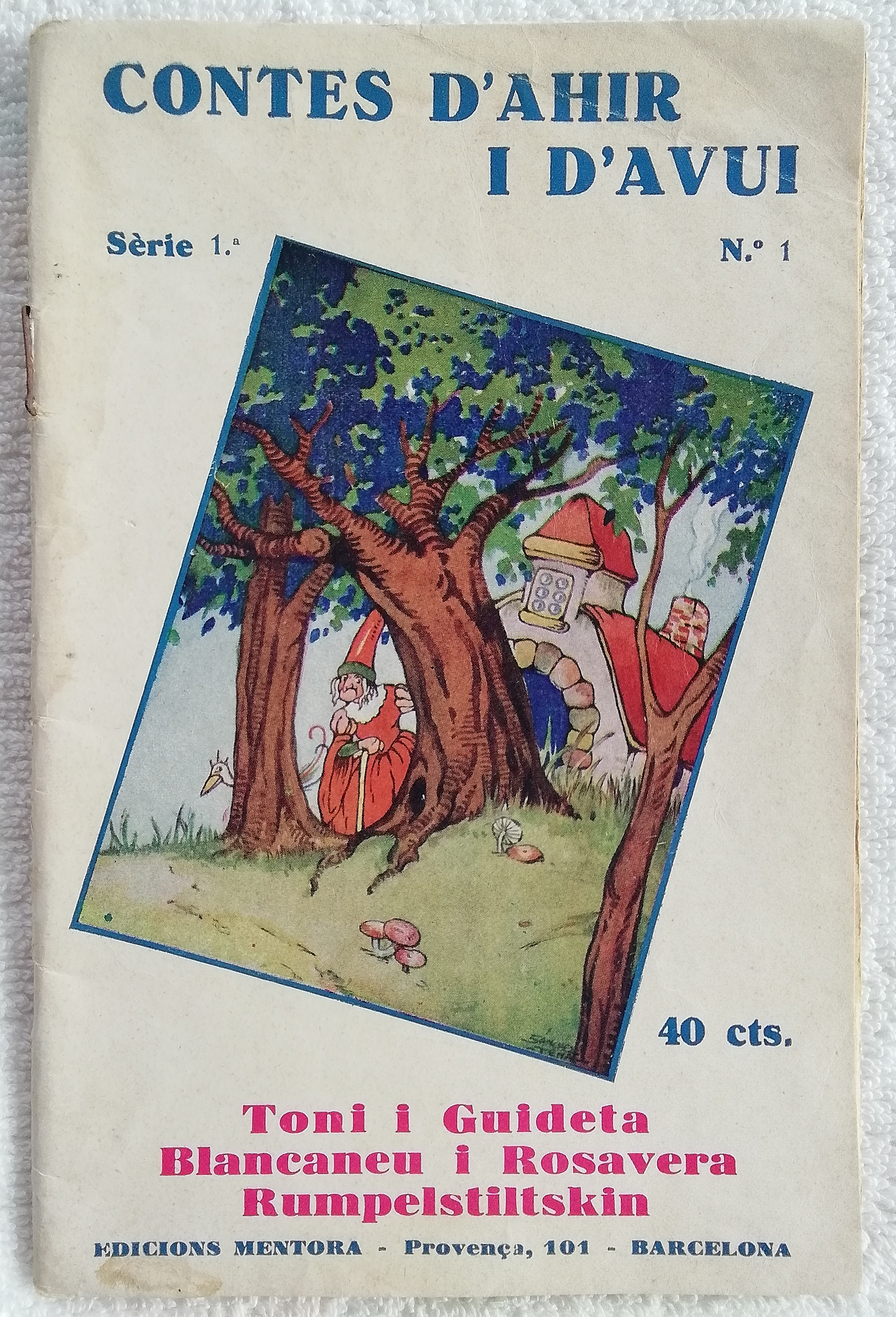
Tres contes dels Germans Grimm en una traducció catalana publicada a Barcelona l'any 1933

- La Caputxeta Vermella (Rotkäppchen)
- Rapunzel (Rapunzel)
- El llop i les set cabretes (Der Wolf und die sieben jungen Geißlein)
- Blancaneu i els set nans (Schneewittchen)
- Blancaneu i Rosaroja (Schneeweißchen und Rosenrot)
- La Ventafocs (Aschenputtel)
- La Bella Dorment (Dornröschen)
- El nan belluguet (Rumpelstilzchen)
- Els tres pèls del diable (Der Teufel mit den drei goldenen Haaren)
- El rei granota o Enric el ferri (Der Froschkönig oder der eiserne Heinrich)
- L'ocell d'or (Der goldene Vogel)
- El sastre valent (Das Tapfere Schneiderlein)
- Els dotze germans (Die zwölf Brüder)
- Germanet i germaneta (Brüderchen und Schwesterchen)
- El gat i el ratolí fan vida en comú (Katze und Maus in Gesellschaft)
- Els músics de Bremen (Die Bremer Stadtmusikanten)
- Patufet (Däumling)
- La rateta que escombrava l'escaleta
- Els elfs i el sabater (Die Wichtelmänner)
- El pescador i la seva muller (Vom Fischer und seiner Frau)
- El rei barbabec (König Drosselbart)
- El Flautista d'Hamelí (Rattenfänger von Hameln)

De les obres dels germans Grimm se n'han fet diverses traduccions al català:
- Grimm, H. i W.; Capmany i Farnés, Maria Aurèlia (trad.). Al trapella, trapella i mig.  Barcelona: Parramon, 1979.
- Grimm, H. i W.; Jané i Riera, Albert (trad.). Els tres llenguatges.  Barcelona: Barcanova, 1985.
- Grimm, H. i W.; Jané i Riera, Albert (trad.). La reina de les abelles.  Barcelona: Barcanova, 1985.
- Grimm, H. i W.; Jané i Riera, Albert (trad.). L'ocatera.  Barcelona: Barcanova, 1985.
- Grimm, H. i W.; Jané i Riera, Albert (trad.). La granota o Enric el fidel.  Barcelona: Barcanova, 1988.
- Grimm, H. i W.; Jané i Riera, Albert (trad.). L'alosa de lleó cantadora i saltadora.  Barcelona: Barcanova, 1989.
- Grimm, H. i W.; Jané i Riera, Albert (trad.). 35 contes de Grimm.  Barcelona: Barcanova, 1990.
- Grimm, H. i W.; Jané i Riera, Albert (trad.). Blancaneu.  Barcelona: Cercle de Lectors, 2002.
- Grimm, H. i W.; Jané i Riera, Albert (trad.). La bella dorment.  Barcelona: Cercle de Lectors, 2002.
- Grimm, H. i W.; Jané i Riera, Albert (trad.). La caputxeta vermella.  Barcelona: Cercle de Lectors, 2002.
- Grimm, H. i W.; Martines i Castanyer, Miquel (trad.). Blancaneu i Rojaflor.  Barcelona: Joventut, 1986.
- Grimm, H. i W.; Martines i Castanyer, Miquel (trad.). Mare neu.  Barcelona: Joventut, 1986.
- Grimm, H. i W.; Martines i Castanyer, Miquel (trad.). Rumpelstilskin.  Barcelona: Joventut, 1986.
- Grimm, H. i W.; Mathieu Valette, Renée (trad.). Els tres desigs.  Barcelona: La Galera, 1980.
- Grimm, H. i W.; Riba i Bracons, Carles (trad.). Contes d'infants i de la llar.  Barcelona: Editorial Catalana, 1919 i 1921.
- Grimm, H. i W.; Serra i Boldú, Valeri (trad.). Caputxeta vermella. El rei de la muntanya d'or. Els sis que tot ho poden.  Barcelona: Mentora, 1931.
- Grimm, H. i W.; Serra i Boldú, Valeri (trad.). El sastre valent. La ventafocs o la sabateta d'or. Les tres filadores.  Barcelona: Mentora, 1931.
- Grimm, H. i W.; Serra i Boldú, Valeri (trad.). Els gnoms del tossal. La taula, el ruc i el bastó. Els músics de Brema.  Barcelona: Mentora, 1931.
- Grimm, H. i W.; Serra i Boldú, Valeri (trad.). Els prínceps encantats. La princesa del pèsol.  Barcelona: Mentora, 1931.
- Grimm, H. i W.; Serra i Boldú, Valeri (trad.). Els tres pèls del dimoni. En Patufet. El llop i els cabridets.  Barcelona: Mentora, 1931.
- Grimm, H. i W.; Serra i Boldú, Valeri (trad.). Jepó i Jepet. La vestidura invisible de l'emperador. Joan Soc.  Barcelona: Mentora, 1931.
- Grimm, H. i W.; Serra i Boldú, Valeri (trad.). La sabateta d'or i altres contes.  Barcelona: Mentora, 1931.
- Grimm, H. i W.; Serra i Boldú, Valeri (trad.). La vella de les oques. El jueu ballarí.  Barcelona: Mentora, 1931.
- Grimm, H. i W.; Serra i Boldú, Valeri (trad.). Marianneta. Falada o la mala criada i el bon cavall.  Barcelona: Mentora, 1931.
- Grimm, H. i W.; Serra i Boldú, Valeri (trad.). Ninureta. L'escolà sense por. El reietó i l'ós.  Barcelona: Mentora, 1931.
- Grimm, H. i W.; Serra i Boldú, Valeri (trad.). Toni i Guideta. Blancaneu i Rosavera. Rumpelstiltskin.  Barcelona: Mentora, 1931.
- Grimm, H. i W.; Serrallonga i Calafell, Carme (trad.). La caputxeta vermella i altres contes.  Barcelona: La Magrana, 1986.
- Grimm, H. i W.; Serrallonga i Calafell, Carme (trad.). El tambor i altres contes.  Barcelona: La Magrana, 1987.